# Trenton (Caroline du Nord)
Pour les articles homonymes, voir Trenton.
La ville de Trenton est le siège du comté de Jones, dans l’État de Caroline du Nord, aux États-Unis. Sa population s’élevait à 287 habitants lors du recensement de 2010, estimée à 284 habitants en 2016.

## Démographie
| 1810 | 1880 | 1890 | 1900 | 1910 | 1920 |
| ---- | ---- | ---- | ---- | ---- | ---- |
| 98   | 149  | 207  | 338  | 331  | 488  |

| 1930 | 1940 | 1950 | 1960 | 1970 | 1980 |
| ---- | ---- | ---- | ---- | ---- | ---- |
| 500  | 431  | 469  | 404  | 539  | 294  |

| 1990 | 2000 | 2010 | - | - | - |
| ---- | ---- | ---- | - | - | - |
| 248  | 206  | 287  | - | - | - |

## Source
- (en) Cet article est partiellement ou en totalité issu de l’article de Wikipédia en anglais intitulé « Trenton, North Carolina » (voir la liste des auteurs).